# Нуармутье, Антуан-Франсуа де Латремуй
Антуан-Франсуа де Латремуй (фр. Antoine-François de La Trémoille; 17 июля 1652 — 18 июня 1733), герцог де Руайян, именовавшийся герцогом де Нуармутье — французский аристократ.

## Биография
Второй сын Луи II де Латремуя, герцога де Нуармутье, и Рене-Жюли Обри, брат принцессы дез Юрсен и кардинала Латремуя.
Виконт де Тур, барон де Шатонёф и де Самблансе, сеньор де Ла-Ферте-Милон, Монмирель, Ла-Рошдире, Шарсе, Ла-Карт.
Предназначался для духовной карьеры, но после смерти старшего брата, герцога Луи-Александра, убитого в 1667 году на войне в Португалии, унаследовал семейные владения.
Отец Ансельм пишет, что он был слепым от рождения, но по словам герцога де Сен-Симона, находившегося с Нуармутье в дружеских отношениях, тот был «красивым, прекрасно сложенным, умным и обаятельным», надеялся сделать хорошую карьеру, но, еще не достигнув двадцатилетия, по дороге в Шамбор, где тогда находился королевский двор, заболел оспой и остановился на лечение в Орлеане; «он уже поправлялся, когда вторичный приступ болезни сразил его; он выздоровел, но навсегда лишился зрения».
После этого Антуан-Франсуа более двадцати лет провел затворником, заставляя слуг читать ему вслух, и в результате, обладая природным умом и отличной памятью, приобрел весьма разносторонние познания.
Спустя некоторое время друг молодости Латремуя граф де Фьеск поселился у него и убедил начать принимать визитеров.

Редкие посетители, привлеченные сначала приятностью его беседы, а затем его надежностью в дружбе и  всегдашней готовностью дать разумный и доброжелательный совет, становились все более многочисленными, и мало-помалу дом его стал пристанищем для самого что ни на есть изысканнейшего общества. Неспособный к лицемерию, наделенный умом трезвым и острым, умевший легко и убедительно изложить суть самого сложного вопроса, месье де Нуармутье, не выходя из дому, приобрел друзей среди знатнейших и влиятельнейших вельмож; он оказался причастен ко множеству серьезных дел и, никогда не важничая, стал играть действительно важную роль, а дом его сделался своего рода трибуналом, с суждением коего нельзя было не считаться и где каждый почитал для себя за честь быть принятым.— герцог де Сен-Симон. Мемуары. 1691—1701. — М., 2007. — С. 561
19 апреля 1707 жалованной грамотой Людовика XIV принадлежавший Латремую маркизат Руайян был возведен в ранг герцогства, поскольку прежние грамоты от 1650 и 1657 годов не были зарегистрированы. Пожалование было зарегистрировано Парижским парламентом 19 мая.
В 1721—1724 годах герцог выстроил в Париже на улице Гренель дворец Нуармутье. Здание было возведено по проекту архитектора Жана Куртона. По словам Сен-Симона, Латремуй был небогат и строительство дворца могло «показаться чудом», при этом планировка и отделка были выполнены в соответствии с указаниями хозяина, на ощупь выбиравшего ткани для обивки.

## Семья
1-я жена (02.1688): Мадлен де Лагранж-Трианон (ум. 20.08.1689), дочь Луи де Лагранж-Трианона, сеньора де Маркувиля, президента палаты прошений Парижского парламента, и Маргерит Мартино, вдова Мартена де Бермона, советника парламента
2-я жена (22.08.1700): Мари-Элизабет Дюре де Шеври (ок. 1672—13.09.1733), дочь Франсуа Дюре, сеньора де Шеври и де Вильнёв, президента Парижской счетной палаты, и Мари-Элизабет Белье де Пла-Бюиссон
Оба брака были бездетными.